# Atlantic City (film)
För filmen från 1980, se Atlantic City, U.S.A.
Atlantic City är en amerikansk film från 1944.

## Handling
Brad Taylor har stora planer för den lilla badorten.

## Om filmen
Filmen hade världspremiär i Atlantic City den 29 juli 1944. Den hade svensk premiär den 23 november 1945 och är barntillåten.

## Rollista (urval)
- Constance Moore - Marilyn Whitaker
- Stanley Brown - Brad Taylor
- Dorothy Dandridge  sångerska

## Musik i filmen
- Atlantic City, av Arthur Caesar
- I Ain't Got Nobody, skriven av Roger Graham, sång Constance Moore med Paul Whiteman & orchestra
- Ain't Misbehavin', musik Fats Waller och Harry Brooks, text Andy Razaf, sång Louis Armstrong
- Harlem on Parade, sång Dorothy Dandridge
- The Bird On Nellie's Hat, skriven av Arthur J. Lamb och Alfred Sloman, framförd av Robert B. Castaine och Constance Moore & quartet
- After You've Gone, musik Turner Layton, text Henry Creamer, sång Constance Moore
- By the Beautiful Sea, musik Harry Carroll, text Harold Atteridge, framförd av Constance Moore, Robert B. Castaine och Jerry Colonna med kör
- On A Sunday Afternoon, musik Harry von Tilzer, text Andrew B. Sterling, framförd av Constance Moore, repris framförd av Robert B. Castaine, Moore, Paul Whiteman och kör
- That's How You Can Tell They're Irish, skriven av Thomas J. Gray och Clarence Gaskill, framförd av Gus Van och Charles Marsh
- Rhythm For Sale, sång och dans Dorothy Dandridge och Louis Armstrong
- Mr. Gallagher and Mr. Shean, skriven av Ed Gallagher och Al Shean, framförd av Jack Kenny och Al Shean
- You're Nobody's Sweetheart Now, musik Ernie Erdman och Billy Meyers, text Gus Kahn, sång Belle Baker
- Merrily We Roll Along, skriven av E. P. Christie och Ferd V.D. Garretson
- Rock-A-Bye Baby, skriven av Effie I. Canning
- The Mulberry Bush
- The Farmer in the Dell
- London Bridge is Falling Down
- Blues My Naughty Sweetie Gives To Me text och musik Arthur N. Swanstone, Charles McCarron och Carey Morgan